# 홍콩 8호 간선

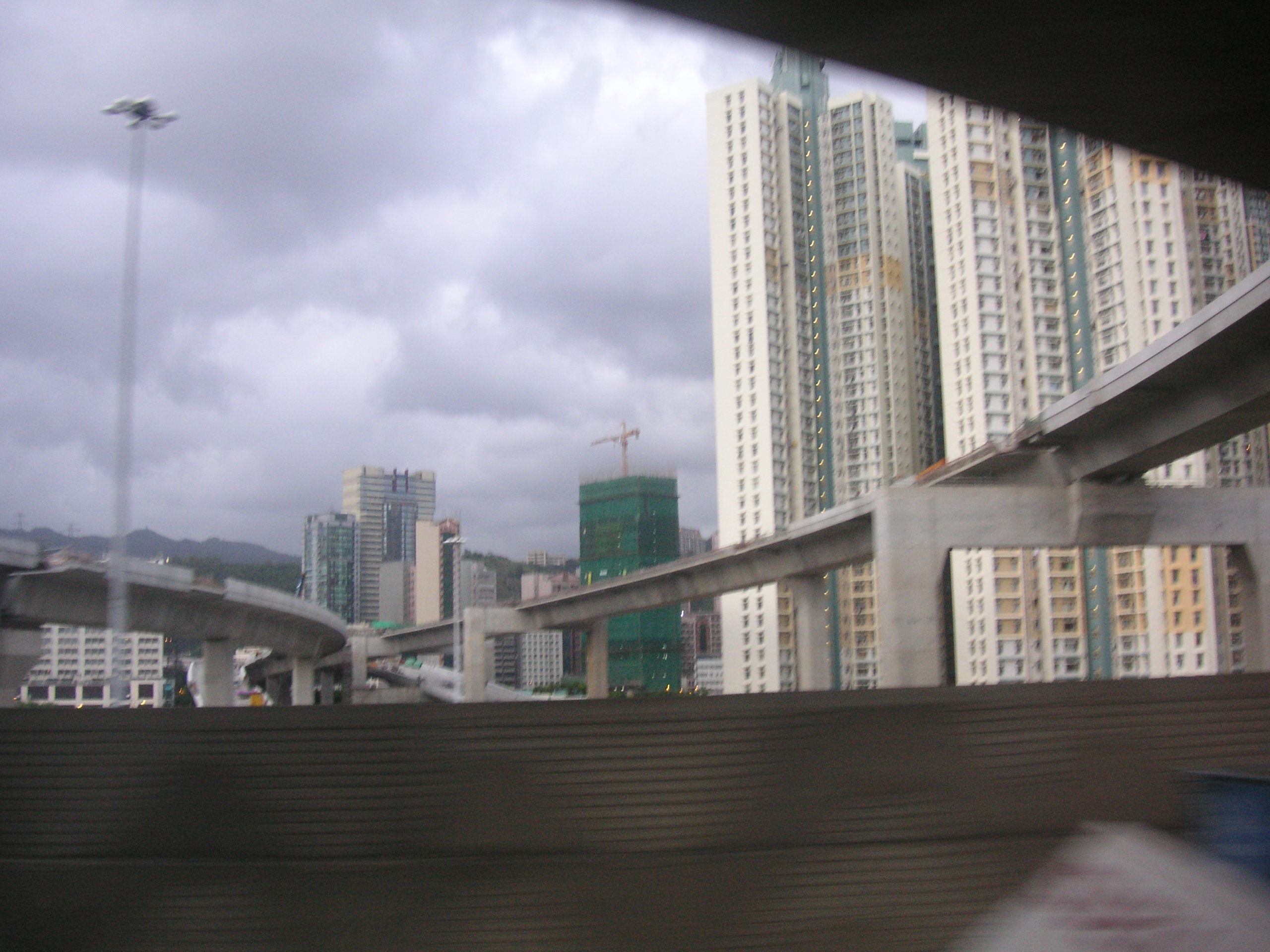
교량 위에 올려진 나들목에 만나는 두 간선도로인 홍콩 3·8호 간선의 모습. 그러나 이 길목이 청사완과 라이치코크를 사이에 두고 이어주기도 한다.

홍콩 8호 간선(Route 8)은 홍콩 국제공항에서 사틴까지 이어주는 총 연장 33.1km의 거리를 가진 간선도로망이다. 그러나 이 도로의 주요 경유지를 보면, 란터우섬과 칭이섬 그리고 청사완, 웨스트가우룽 등이 있지만 사틴을 통해 신제까지 연결된다. 주요 연선에는 홍콩 디즈니랜드가 있는 것으로 보이게 된다. 그래서 홍콩 국제공항과 홍콩 중심가를 빨리 이어주는 간선도로이기도 하며, 이 도로가 만약 없다면 홍콩 국제공항까지 올 경우 선박을 이용해야 하는 불편을 감수해야 하는 요인이 있기 때문에, 한국의 인천국제공항에도 인천국제공항고속도로와 인천대교가 있듯이 이와 비슷한 측면을 가지고 있다. 그래서 이 도로는 형식상 아시안 하이웨이 368호선(AH368)으로 지정되어 있다.